# 太田裕久
太田 裕久（おおた ひろひさ、1965年12月21日 - ）は、日本の陸上競技選手。元100m日本記録保持者。群馬県前橋市出身。東京農業大学第二高等学校、東海大学体育学部卒業。

## 自己記録
- 100m　10″34
- 200m　21″28

## 略歴
- 1987年 日本学生対抗選手権において100m・10”34の日本タイ記録をだす
- 同年 国際室内陸上神戸大会出場
- この当時、東京農業大学第二高校の出身者は日本のスプリント界の中心となっていた。太田以外にも、ロス五輪代表の不破弘樹・宮田英明などが日本記録を連発した。

## 主要大会成績
- 1986年
  - 日本選手権 200m　5位 （21秒86　-1.7）

- 1987年
  - 日本選手権 200m　5位 （21秒71）
  - ユニバーシアード 100m　準決勝2組5着 （10秒74　+0.3）
  - ユニバーシアード 4×100mR　3位 （39秒57　3走）